# 프랑스 정부
프랑스 공화국 정부(프랑스어: Gouvernement de la République française)는 프랑스의 행정을 담당하는 기관이다.

## 상세
프랑스 정부의 구성원은 국가원수인 대통령에 의해 임명된다. 정부수반은 총리이며, 정부는 총리의 권한 하에 놓인다. 이원집정부제를 채택하고 있는 나라 중 하나이다.

## 기능

### 각료회의
대통령과 국무총리, 그리고 장관들이 참석하며, 국무총리가 국무회의 의장으로서 역할을 수행한다. 국무회의에서 예산안과 칙령 발표가 처음으로 이뤄진다. 이들은 매주 수요일마다 오전에 엘리제궁에서 회의를 갖는다.

### 각료
장관은 휘하에 보좌관들로 이뤄진 중앙 부처 내각을 운영하며, 10~20명으로 이뤄진 이들은 장관의 수행을 보좌한다.

### 예산
경제 및 재정 정책에 있어서 프랑스 정부가 전적으로 책임을 지고 있으며, 모든 중앙 부처의 예산안에 대한 심사 및 집행 권한을 갖는다.

## 구성
현재 프랑스 내각은 가브리엘 아탈 국무총리가 이끌고 있다.
- 고등교육부
- 교육부
- 교통부
- 국방부
- 국토통일부
- 경제재무부
- 내무부
- 노동부
- 농림식품부
- 문화부
- 보건연대부
- 법무부
- 유럽외교부
- 유럽통상부
- 체육부
- 환경부
- 해외영토부

## 삼권 분립
프랑스 정부의 구성원은 국가적 차원에서 의회의 어떤 직책이나 직업적 또는 통상적 지도자의 지위, 어떤 공공 고용, 또는 어떤 직업 활동도 할 수 없다. 이러한 제한은 장관에 대한 외부의 압력과 영향력을 완화하고 장관이 정부 업무에 집중할 수 있도록 하기 위해 시행된다. 따라서 정부에 임명된 국회의원이나 상원의원은 장관이나 총리를 수행하기 위해 그 직위를 사임해야 한다. 이러한 제한에도 불구하고 정부의 구성원은 시장이나 지역 의원과 같은 지방 선출직을 유지할 수 있다. 프랑스 공화국 헌법이 장관이 정당의 지도자가 되는 것을 금지하고 있지는 않지만 장관은 그러한 직책을 차지해서는 안 된다는 것이 통설이다.
정부는 프랑스 의회에 책임이 있다. 특히, 정부는 국회 이전에 자신의 행동에 대한 책임을 져야 하며, 국회는 정부를 문책 발의로 해임할 수 있다. 정부는 삼권 분립을 절충하여 상원의 대통령이나 총리에게 부여되는 직책이기 때문에 (임시) 대통령 권한대행의 재임 기간 동안 직무를 수행할 수 없다. 정부가 4개월 이상의 기간을 두고 무력 작전을 개시하기로 결정하면, 먼저 의회와 협의하여 승인을 요청해야 한다.[13] 총리는 임시 회기를 위해 의회를 소집하거나, 입법 일정에 추가적인 회의 일자를 추가할 수 있다.